# گوشت چرخ‌کرده بوقلمون

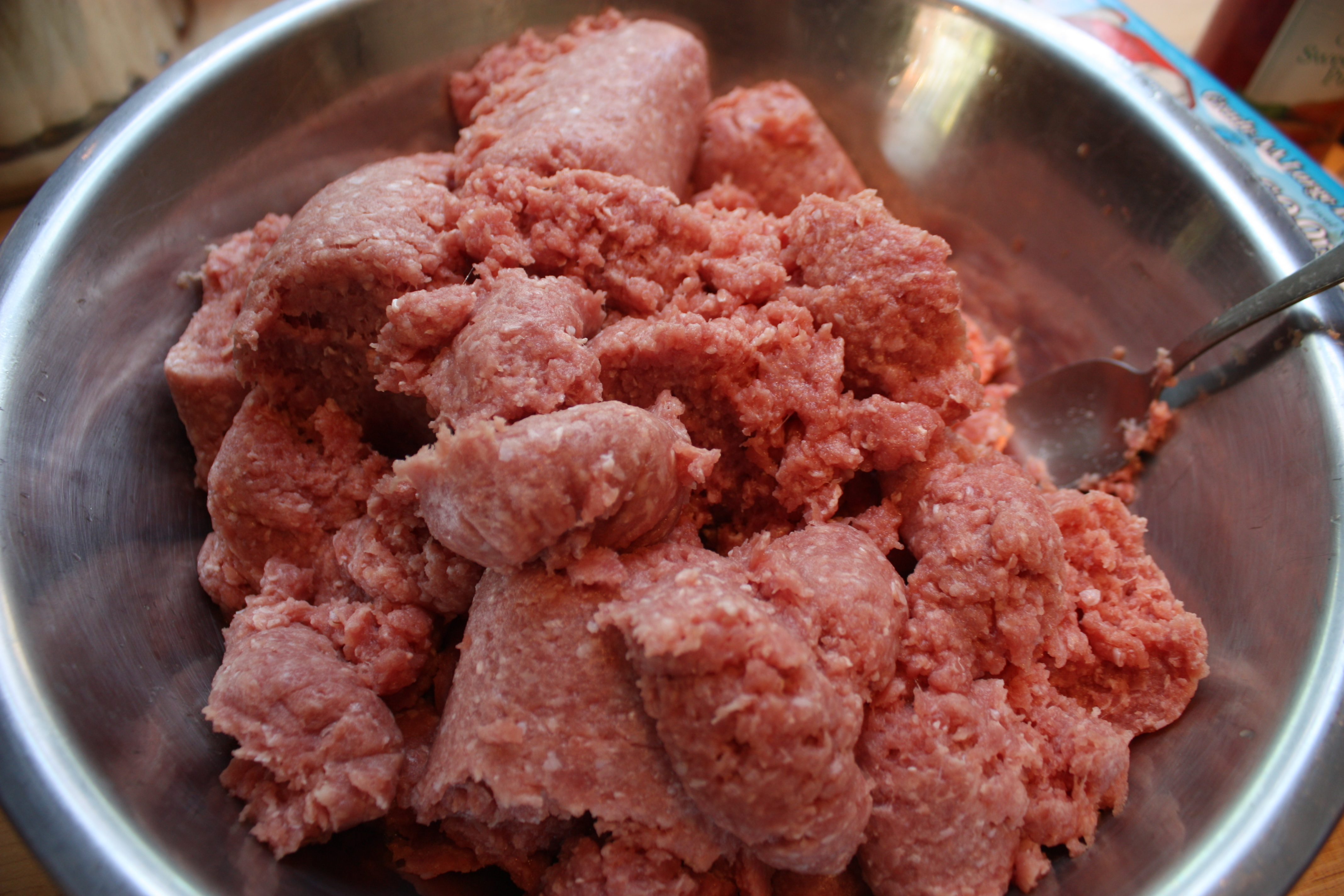
گوشت چرخ‌کرده بوقلمون

گوشت چرخ‌کرده بوقلمون (انگلیسی: Ground turkey) مخلوطی از گوشت سفید و تیره بوقلمون است که با بقایای پوست و چربی قابل مشاهده همراه بوده و با یکدیگر طی فرایندی قرار می‌گیرند تا «گوشت چرخ‌کرده» حاصل گردد. گوشت، پوست و چربی بوقلمون از استخوان جدا شده و به همراه افزودنی‌ها فرآوری می‌گردند. محصول نهایی دارای ویژگی‌های خاصی همچون گوشتی که به رنگ صورتی نبوده و فاقد بافت تردی شکل است، که در نظر مشتری جذاب به نظر می‌رسد.